# Nati nel 1541
| Questa pagina contiene informazioni ricavate automaticamente dalle voci biografiche con l'ausilio del template Bio e di un bot. L'aggiornamento è periodico e automatico e ricostruisce completamente la pagina. Se manca una persona in questa lista, sei pregato di non aggiungerla, ma accertati piuttosto che la sua voce biografica contenga il template Bio e che i dati anagrafici siano correttamente compilati. Se il template Bio manca, inseriscilo tu stesso o, in alternativa, metti l'avviso {{tmp\|Bio}} che ne segnala la mancanza. Se i dati riportati sono sbagliati, correggi direttamente la voce biografica; le modifiche saranno visibili in questa lista entro pochi giorni. Per chiarimenti vedi il progetto biografie. La lista contiene solo le 69 persone che sono citate nell'enciclopedia e per le quali è stato implementato correttamente il template Bio. Pagina aggiornata al 10 feb 2025. |

## Gennaio(1)
- 1º gennaio - Paolo Giordano I Orsini, militare e nobile italiano († 1585)

## Febbraio(1)
- 21 febbraio - Filippo V di Hanau-Lichtenberg, tedesco († 1599)

## Marzo(1)
- 25 marzo - Francesco I de' Medici, sovrano italiano († 1587)

## Aprile(3)
- 8 aprile - Michele Mercati, medico e botanico italiano († 1593)
- 22 aprile - Filippo II d'Assia-Rheinfels, nobile tedesco († 1583)
- 28 aprile - Mustafa Âlî, storico ottomano († 1600)

## Giugno(1)
- 21 giugno - Paolo Regio, letterato e vescovo cattolico italiano († 1607)

## Luglio(3)
- 4 luglio - Abe Masakatsu, militare giapponese († 1600)
- 10 luglio - Orazio Tigrini, musicista e teorico musicale italiano († 1591)
- 20 luglio - Pierre de Larivey, scrittore, drammaturgo e traduttore francese († 1619)

## Agosto(1)
- 12 agosto - Hipacy Pociej, arcivescovo cattolico, teologo e scrittore polacco († 1613)

## Settembre(4)
- 5 settembre - Roberto de' Nobili, cardinale italiano († 1559)
- 8 settembre - Luigi Groto, letterato e drammaturgo italiano († 1585)
- 16 settembre - Walter Devereux, I conte di Essex, nobile e generale inglese († 1576)
- 28 settembre - Filippo Guastavillani, cardinale italiano († 1587)

## Ottobre(4)
- 1º ottobre - El Greco, pittore, scultore e architetto greco († 1614)
- 6 ottobre - Paolo Spada, mercante italiano († 1631)
- 19 ottobre - Lucrezia Quistelli, pittrice italiana († 1594)
- 21 ottobre - Domenico Pinelli, cardinale e vescovo cattolico italiano († 1611)

## Novembre(4)
- 1º novembre - Hernando de Lerma, politico, avvocato e esploratore spagnolo
- 25 novembre - Michele Bonelli, cardinale italiano († 1598)
- 26 novembre - Ludovico Bartolaia, tenore e compositore italiano († 1641)
- 30 novembre - Zenobia del Carretto Doria, principessa († 1590)

## Dicembre(2)
- 12 dicembre - Johann Bauhin, botanico e medico svizzero († 1613)
- 13 dicembre - Flaminio Filonardi, vescovo cattolico e storico italiano († 1608)

## Senza giorno specificato(44)
- Leonardo Abela, vescovo cattolico maltese († 1605)
- Anayama Nobukimi, generale giapponese († 1582)
- Ayşe Hümaşah Sultan, principessa ottomana († 1598)
- Giovanni Maria Bernardoni, gesuita e architetto italiano († 1605)
- Metello Bichi, cardinale e arcivescovo cattolico italiano († 1619)
- Georg Braun, cartografo tedesco († 1622)
- Domenico Giovanni Candela, teologo e gesuita italiano († 1606)
- Giovanni Battista Castrucci, cardinale e arcivescovo cattolico italiano († 1595)
- Pierre Charron, filosofo e teologo francese († 1603)
- Chen Di, scrittore, filologo e viaggiatore cinese († 1617)
- Mary FitzAlan, nobile britannica († 1557)
- Giambattista Fontana, pittore e incisore italiano († 1587)
- Giovanni Antonio Fuccioli, presbitero italiano († 1623)
- Girolamo Pico Fonticulano, architetto, matematico e urbanista italiano († 1596)
- Alfonso Gonzaga, condottiero italiano († 1592)
- Henry Grey, VI conte di Kent, nobile inglese († 1615)
- Guðbrandur Þorláksson, cartografo, vescovo luterano e matematico islandese († 1627)
- Hatano Hideharu, militare giapponese († 1579)
- Hattori Hanzō, condottiero e militare giapponese († 1596)
- Hōjō Ujikuni, militare giapponese († 1597)
- Leunclavius, storico, orientalista e umanista tedesco († 1594)
- Orazio Luzi, letterato e religioso italiano († 1569)
- Francesco Manin, vescovo cattolico e conte italiano († 1619)
- Fiorenzo Maschera, compositore e organista italiano († 1584)
- Joachim Moller, musicista tedesco († 1610)
- Aert Mytens, pittore fiammingo († 1602)
- Ercole Negro di Sanfront, architetto e generale italiano († 1622)
- Fernando Niño de Guevara, cardinale spagnolo († 1609)
- Gian Lorenzo Pappacoda, nobile e politico italiano († 1576)
- Sertorio Quattromani, scrittore, filosofo e filologo italiano († 1603)
- Andrea Relencini, matematico e artigiano italiano († 1591)
- Antonio Riccoboni, umanista e storico italiano († 1599)
- Antonio Maria Sauli, cardinale e arcivescovo cattolico italiano († 1623)
- Gabriele Severo, vescovo ortodosso e teologo greco († 1616)
- Jane Seymour, nobile e scrittrice inglese († 1561)
- Domenico Tibaldi, architetto, pittore e incisore italiano († 1583)
- Melchior Wildrich, politico e condottiero svizzero († 1624)
- Jakob Wujek, gesuita polacco († 1597)
- Yamayoshi Toyomori, militare giapponese († 1577)
- Matthæus Yrsselius, religioso belga († 1629)
- Carlo d'Avalos, militare e politico italiano († 1612)
- Edoardo del Portogallo, V duca di Guimarães, principe e politico portoghese († 1576)
- Filippo di Piero Strozzi, nobile, generale e condottiero italiano († 1582)
- Enrichetta di Savoia-Villars, nobildonna italiana († 1611)